# Hydrocodon
Hydrocodon oder Dihydrocodeinon ist ein Opioid, das mit dem Codein strukturverwandt ist und wie dieses zu den Derivaten des Morphins gehört. Als Monopräparat (wie etwa Dicodid) wirkt es als Analgetikum (Schmerzmittel) und als Antitussivum (Hustenmittel). In den USA wird der Arzneistoff hauptsächlich in Kombinationspräparaten mit Paracetamol (wie etwa Vicodin) oder Ibuprofen vertrieben.

## Wirkung
Hydrocodon bzw. Dihydrocodeinon (nicht zu verwechseln mit Dihydrocodein) ist chemisch verwandt mit Codein und hat eine stärkere (ungefähr 2- bis 8-fach) antitussive Wirkung als Codein. Eine antitussive Wirksamkeit wird schon erreicht, wenn praktisch noch keine Atemdepression besteht. In dieser Konzentration ist Hydrocodon schwach analgetisch wirksam und nicht euphorisierend. Zur analgetischen Wirkungsstärke finden sich in der Literatur divergierende Angaben, die bei 15 % oder 59 % der analgetischen Wirkung von Morphin liegen (nach anderen Quellen beträgt die analgetische Wirkungsstärke 100 % der von Morphin). Eine analgetische, vier bis acht Stunden andauernde Wirkung entsteht jedoch möglicherweise nicht nur durch Hydrocodon selbst, sondern auch durch dessen durch O-Demethylierung gebildeten Metaboliten Hydromorphon.
Die Hemmung des Hustenreflexes beruht nicht nur auf einer zentralen Inhibition in der Medulla oblongata, sondern wahrscheinlich auch auf einer Blockierung sensibler Rezeptoren („Hustenrezeptoren“) im Bronchialtrakt. Der Wirkstoff kann abhängig machen („may be habit-forming“).

## Nebenwirkungen
Die Nebenwirkungen von Hydrocodon sind unter anderem:
- Verstopfung
- Atemdepression (verminderter zentralnervöser Atemantrieb)
- erhöhte Müdigkeit
- veränderte Libido
- Mundtrockenheit
- Übelkeit
- Bewusstseinsstörungen
- Anurie
- Juckreiz
- epileptische Anfälle
- allergische Reaktionen
- Schwindelanfälle
- Schwächeanfälle
- Hyperventilation
- Abhängigkeit

## Anwendungsgebiete
- Analgetikum (Schmerzmittel)
- Antitussivum (Hustenmittel)

Bei Patienten mit einer ansonsten behandlungsresistenten Zwangsstörung zeigte sich im Rahmen von Anwendungsbeobachtungen unter der Einnahme von Hydrocodon eine spontane Reduktion der Symptome.

## Rechtlicher Status

### Deutschland
Hydrocodon unterliegt in Deutschland dem Betäubungsmittelgesetz Anlage III und der Betäubungsmittel-Verschreibungsverordnung.
Es war unter dem Markennamen Dicodid als Arzneimittel zugelassen. Aktuell (Stand 2023) ist die Zulassung ausgelaufen und Hydrocodon nicht als Arzneimittel verfügbar.

### Vereinigtes Königreich
Im Vereinigten Königreich unterliegt Hydrocodon dem Gesetz gegen Drogenmissbrauch (Misuse of Drugs Act), in dem er in Klasse A (höchste Gefährlichkeitsstufe) eingruppiert ist.

### Schweiz
In der Schweiz untersteht es dem Bundesgesetz über die Betäubungsmittel und die psychotropen Stoffe.

## Trivia
- In der Arztserie Dr. House konsumiert der Protagonist Dr. Gregory House (Hugh Laurie) fortwährend Hydrocodon (Vicodin), um seine Schmerzen zu betäuben.

- In dem Spielfilm Der Marsianer streut Mark Watney mit den Worten „Ich dippe diese Kartoffel in ein bisschen Vicodin und davon kann mich keiner abhalten“ ein Pulver aus einer Kapsel über eine Kartoffel.